# Магага
Магага (араб. مغاغة‎) — город в центральной части Египта, расположенный на территории мухафазы Эль-Минья.

## Географическое положение
Город находится в северо-восточной части мухафазы, на левом берегу Нила, на расстоянии приблизительно 58 километров к северо-северо-востоку (NNE) от Эль-Миньи, административного центра провинции. Абсолютная высота — 48 метров над уровнем моря.

## Демография
По данным переписи 2006 года численность населения Магаги составляла 75 657 человек.
Динамика численности населения города по годам:
| 1986   | 1996   | 2006   |
| ------ | ------ | ------ |
| 50 916 | 60 405 | 75 657 |

## Экономика и транспорт
Основу экономики города составляет сельскохозяйственное производство. Ближайший аэропорт расположен в городе Эль-Минья.

## Известные уроженцы
- Ахмед Хассан — футболист, капитан национальной сборной Египта.
- Таха Хусейн — писатель, литературовед и историк.